# Milagres (Ceará)
Milagres é um município brasileiro do estado do Ceará. O Instituto Brasileiro de Geografia e Estatística em 2021 estimou sua população em 27.413 habitantes. O município é cortado pela BR-116 e pelas rodovias estaduais 393 e 293, sendo principal rota de acesso entre o município de Juazeiro do Norte aos estados do Pernambuco e Paraíba, além da capital Fortaleza.
Milagres é a cidade dos Pretinhos de Congos, uma grupo folclórico fundado no século XIX e que preserva as raízes da ancestralidade negra e suas resistências contra a escravidão e o racismo. Ao longo do século XX o grupo foi comandado pelo Mestre do Mundo Doca Zacarias (1929 - 2023). A cidade de Milagres é também a terra natal de Jonas de Andrade, o Bilinguim, cantor e compositor brasileiro que nas décadas de 1970 e 1980 fez parte do grupo Trio Nortista que fez sucesso com a música "A velha debaixo da cama".

## História

### Os povos indígenas do riacho dos Porcos
Nas últimas décadas do século XVII e primeira metade do XVIII os colonizadores do sertão nordestinos, os sesmeiros a serviço da Coroa Portuguesa enfrentaram os indígenas Kariri numa guerra em que as várias tribos dos sertões de Pernambuco, Paraíba, Ceará e Rio Grande do Norte, confederadas entre si enfrentaram os invasores de suas terras para manter sua identidade e sua liberdade, esse conflito conhecido nos anais da história como Guerra dos Bárbaros, durou quase sessenta anos e teve como um dos palcos as terras onde hoje está localizado o município de Milagres.
A resistência dos Kariri ao colonizador português levou as autoridades coloniais a utilizar todo tipo de subterfúgios políticos e ideológicos para justificar o extermínio dos povos indígenas do sertão nordestino. Os Kariri eram chamados pejorativamente de tapuias, isto porque os indígenas Tupi assim os chamavam, tapuia na língua tupi quer dizer habitante da Tapuirama, e os indígenas Tupi que eram seus inimigos os consideravam como falantes de uma língua travada, difícil. Desse modo, tapuia não é o nome de povo ou tribo indígena, mas somente um adjetivo utilizado para descrever um modo de comportamento dos indígenas Kariri.
Os portugueses utilizarão também essa palavra tapuia para se referir aos Kariri, mas para os colonizadores tapuia era sinônimo de bárbaro, selvagem e canibal, enquanto tupi era sinônimo de índio manso e civilizado. O território de Milagres foi habitado pelo indígenas Kariri, esses indígenas eram seminômades, viviam as margens do Riacho dos Porcos, nas matas da Chapada do Araripe e nas serras e serrotes da área do Cariri Oriental.
Os indígenas Kariri praticavam também uma agricultura de subsistência cultivando através da técnica de coivaras o plantio de feijão, milho, mandioca, também praticavam a coleta de caju, pequi, ouricuri, buriti, domesticavam alguns animais como o cão para a caça do tatu-peba, cateto, jacus. A região do Riacho dos Porcos foi uma das principais áreas de caça e coleta dos indígenas Kariri, essas terras onde hoje está o território do município de Milagres os Kariri também  as aproveitavam, pois eram férteis e por isso mesmo propícias para garantir a sobrevivência da tribo.
Por todo o Vale do Riacho dos Porcos é possível encontrar vestígios da presença dos Kariri, essa presença aparece nos vestígios cerâmicos, nas pinturas rupestres, nos objetos feitos em pedra, isto atesta a complexidade da cultura dos Kariri que se desenvolveu em Milagres no período pré-colonial.
Após a destruição da resistência Kariri contra o dominador português a região do Riacho dos Porcos foi ocupada pelos colonizadores que alegando estarem as terras devolutas pediram para ocupá-las e conseguindo a doação destas sob o título de datas de sesmaria passaram a povoá-las com gado vacum e gado cavalar, depois trouxeram mudas de cana de açúcar instalaram engenhos e escravizaram os indígenas que sobreviveram aos massacres.
Os outros Kariri que não foram escravizados passaram a ser aldeados pelos frades capuchinhos e assim perderam sua cultura, seu modo de vida e suas identidades. Milagres foi um dos mais importantes territórios indígenas do sul do Ceará e a forte presença dos Kariri nessa área da Chapada do Araripe foi atestada ainda no século XIX quando os arredores da cidade abrigaram a última aldeia indígena oficialmente reconhecida da Província do Ceará a Aldeia da Serra da Cachorra Morta destruída em 1867 pela autoridades e fazendeiros do município.

### A fundação da Povoação de Nossa Senhora dos Milagres
Em 1703, um senhor de engenho da Vila Real de Goiana na Capitania de Pernambuco solicitou e obteve do capitão-mor Jorge de Barros Leite as terras do Riacho dos Porcos. No pedido de sesmaria o fazendeiro Bento Correia Lima informa que ele e seu primo João Dantas Aranha pretendiam povoar as terras que segundo eles eram devolutas. Em 1704, Bento Correia Lima volta a solicitar as mesmas terras informando mais uma vez que irá ocupá-las, mas até 1723 quando fez o sexto pedido de posse dessas terras ainda não as havia ocupado efetivamente.
Entre os anos de 1690 e 1730, o conflito entre os indígenas Kariri sublevados contra os colonizadores que pretendiam ocupar as terras das tribos que se haviam instalado nos sertões impediram o capitão Bento Correia Lima e João Dantas Aranha de ocuparem suas novas propriedades do Riacho dos Porcos. A Guerra dos Bárbaros como ficou conhecida a Confederação dos Cariris se impôs como uma verdadeira barreira contra os projetos colonizadores da Coroa Portuguesa nos sertões do Nordeste, mas na década de 1730 a vitória dos colonos já se impunha como inevitável e os fazendeiros criadores de gado provenientes das capitanias de Pernambuco, Sergipe e Bahia avançaram com seus rebanhos em direção aos sertões do Ceará, Paraíba, Rio Grande do Norte e Piauí.
Em 1735, finalmente as terras da área do riacho dos Porcos foram efetivamente ocupada pelo capitão Bento Correia Lima que além do gado criado solto nas matas e várzeas da região desde a década anterior passa a instalar na localidade denominada de Sítio Pilar uma sede de fazenda e um engenho de pau. A fertilidade do solo e a abundância de água tornou possível o plantio de cana-de-açúcar para a produção de rapadura, cachaça e açúcar. Assim, esse primeiro engenho do Cariri construído nas margens do riacho dos Porcos e a criação de gado levaram a prosperidade da região e em 1740 o capitão Bento Correia Lima doou a sé de Olinda um terreno nas proximidades do Sítio Pilar para a construção de uma capela para Nossa Senhora dos Milagres.
A construção de uma igreja em honra a Nossa Senhora dos Milagres foi o marco inicial da fundação da Povoação de Nossa Senhora dos Milagres no ano de 1740. Com uma população de aproximadamente uma centena de habitantes, em sua maioria trabalhadores negros e indígenas livres ou escravizados, a Povoação de Nossa Senhora dos Milagres rapidamente se desenvolveu transformando-se num importante centro colonizador no Cariri Oriental. Em 1745 uma seca se abateu sobre o sertão cearense e obrigou os colonos a se retirarem de suas sesmarias, o capitão Bento Correia Lima escreveu a rei Dom Pedro II de Portugal pedindo indenização pelas suas perdas em gado e cana devido a seca na região do Riacho dos Porcos.
Em 1749, após quatro anos de relativo abandono e Povoação de Nossa Senhora dos Milagres voltou a interessar aos colonizadores e a capela que havia parcialmente desmoronado foi reconstruída e ao longo das décadas de 1750 a 1770 localidade ganhou novas fazendas de criar gado e engenhos de rapadura, assim devido ao trabalho de homens e mulheres pretos livres ou escravizados, bem como indígenas, logo transformaram a Povoação de Milagres num importante centro produtor de gado e cana-de-açúcar dos Cariris Novos.[carece de fontes?]
Nas primeiras décadas do século XIX, assim como Crato e Jardim, Milagres já tinha as mais ricas fazendas da região. Até 1829 a Povoação de Milagres esteve sob a jurisdição de Jardim e os proprietários locais que em 1824 haviam se aliado a Joaquim Pinto Madeira contra a família Alencar passaram a solicitar da Câmara Municipal da Vila de Jardim autonomia política. No ano de 1831 a Revolta de Pinto Madeira voltou a agitar o Cariri impondo aos fazendeiros a necessidade de se alinharem em dois grupos políticos, de um lado os aliados de José Martiniano de Alencar político cratense que liderou a Revolta de 1817 e a Confederação do Equador no Ceará e do outro os partidários do caudilho Pinto Madeira. A vitória do Crato sobre Jardim reorganizou as forças políticas do Ceará e em Milagres não foi diferente, assim em 1842 a assembleia provincial do Ceará apresentou o projeto de transformação da Povoação de Milagres em freguesia.
O desenvolvimento econômico de Milagres graças aos seus rebanhos de gado e aos extensos canaviais bem como os acordos políticos entre a elite latifundiária local e a família Alencar que se fizera a mais poderosa força política do Ceará levaram a emancipação da Povoação de Milagres com relação ao Crato no dia 17 de agosto de 1846, e assim Milagres foi elevada a condição de vila ganhando uma câmara municipal, um delegado e um juiz de direito.
A emancipação da Vila de Nossa Senhora dos Milagres em 17 de agosto de 1846
Em maio de 1817 o Cariri sublevou-se contra a monarquia portuguesa que desde o século XVI colonizava o Brasil, ricos proprietários de terras locais aliaram-se a elite latifundiária de Pernambuco e organizaram o movimento político que passou para a história como Revolução Pernambucana de 1817.
           O Crato, uma das mais ricas vilas do Ceará no começo do século XIX foi o centro irradiador do movimento revoltoso que se iniciou em Recife e se espalhou por várias capitanias do Nordeste. A família Alencar e seus aliados políticos assumiram o controle político da república de 3 de maio, mas logo tiveram que enfrentar a repressão política vinda do Rio de Janeiro. Os revoltosos de 1817 foram todos derrotados, alguns foram exilados, outros foram condenados à prisão ou a morte.
           Bárbara de Alencar e seus filhos Tristão Gonçalves e José Martiniano de Alencar foram feitos prisioneiros e deportados para o Rio de Janeiro, mas com a volta do rei D. João VI a Portugal em 1821, foram logo anistiados pelo imperador Dom Pedro I.
Em 1824 a família Alencar do Crato envolveu-se outra vez numa revolta contra o poder central do Rio de Janeiro. A Confederação do Equador que também se iniciou em Recife espalhou-se pelo Ceará, Paraíba e Piauí. Por alguns meses essas províncias do Nordeste formaram uma república separada do Império do Brasil. Ainda em 1824 os confederados pernambucanos e cearenses foram vencidos pelos mercenários a serviço do imperador.
A derrota da família Alencar em 1824, deixou o Cariri sob o mando político do coronel Joaquim Pinto Madeira. As décadas de 1820 e 1830 foi um período de revoltas em todo o Brasil. As inimizades entre a família Alencar e Pinto Madeira explodiram em 1831 quando se iniciou a Rebelião de Pinto Madeira. Os conflitos espalharam-se por todo o Ceará e principalmente o Cariri.
A derrota de Joaquim Pinto Madeira ocorreu em 1834, quando vencido pelos exércitos liberais organizados pela família Alencar rendeu-se nas proximidades de Icó. Pinto Madeira foi conduzido ao Crato onde foi julgado e condenado a morte.
Após a vitória dos liberais do Cariri em 1834, a família Alencar do Crato passou a ocupar as principais posições de poder na Província do Ceará, José Martiniano de Alencar foi nomeado presidente da província. Nesta época o Ceará era um dos principais produtores de gado do Nordeste, as grandes riquezas da província estavam na agropecuária: agricultura canavieira, pecuária, cotonicultura.
O Cariri era uma região rica em cana-de-açúcar, algodão e criação de gado. Os engenhos de cana produziam açúcar, rapadura e aguardente, esses derivados eram vendidos para todo o Ceará e para as províncias vizinhas. As famílias mais ricas da região eram os latifundiários, grandes fazendeiros que possuíam vastas extensões de terras, engenhos e enormes rebanhos bovinos.
O Crato era a principal cidade da região e seu território compreendia boa parte dos territórios onde hoje estão os municípios de Juazeiro do Norte, Barbalha, Missão Velha, Milagres. A Povoação de Nossa Senhora dos Milagres havia sido fundada em 1738 pelo colonizador Bento Correia Lima que se apropriou das terras dos indígenas Kariris que viviam nas margens do Riacho dos Porcos.
Ao longo do século XVIII a Povoação de Milagres se desenvolveu por meio da produção de cana-de-açúcar, mas principalmente de gado. Milagres se tronará um importante centro produtor de gado vacum, a pecuária, isto é, a criação de gado será uma das grandes riquezas de Milagres até o século XX.
As famílias Leite Furtado, Morais, Filgueiras e Sampaio, grandes latifundiários do Vale do Riacho dos Porcos se tornarão imensamente ricas produzindo cana-de-açúcar, gado e posteriormente algodão. Na década de 1830 essas famílias ricas do Povoado de Milagres passarão a requerer do governo provincial a emancipação da localidade.
Até 1829 a Povoação de Nossa Senhora dos Milagres pertenceu a Vila de Jardim, mas na década de 1830 foi incorporada ao Crato. Milagres já havia pertencido antes ao Crato até 1814. Com o predomínio da família Alencar sobre a política cearense os latifundiários do Vale do Riacho dos Porcos que haviam apoiado os liberais do Crato passaram a cobrar a emancipação de Milagres como recompensa ao apoio dado na luta contra Joaquim Pinto Madeira. 
Desse modo, em 1842 a Povoação de Nossa Senhora dos Milagres foi elevada à categoria de Freguesia de Nossa Senhora dos Milagres. Como freguesia, a povoação poderia agora ter um pároco próprio para celebrar as missas na igreja de Nossa Senhora dos Milagres. Mas a elevação a posição de freguesia não foi reconhecida imediatamente pela igreja e somente em 1850, Milagres ganharia um pároco.
Finalmente em 17 de agosto de 1846 foi decretada a emancipação de Milagres, isto é, nesta data a povoação foi elevada à categoria de Vila de Nossa Senhora dos Milagres, isto é, passava a ser uma cidade independente da Vila Real do Crato.
A Vila de Milagres era então rica em produção de cana-de-açúcar, possuindo dezenas de engenhos que produziam açúcar, rapadura e cachaça, havia também imensos rebanhos bovinos que produziam carne e couro, o gado criado em Milagres também era vendido vivo nas feiras de Crato, Icó, Cajazeiras, Sousa e Salgueiro. Na segunda metade do século XIX, a Vila de Milagres também se tornou uma rica área de cultivo da cotonicultura, isto é, de algodão.
Em 1847 houve a primeira eleição em Milagres, as ricos fazendeiros da vila deveriam eleger a primeira câmara de vereadores que administrariam a cidade em nome do governo da Província do Ceará, mas essas eleições não foram tranquilas, pois os membros do Partido Liberal que perderam a eleição de agosto não aceitaram a derrota e passaram a praticar uma série de violências contra os membros do Partido Conservador.
A violência política se intensificou com agressões e mortes em ambos os lados políticos, o governo provincial decidiu intervir e anulou o resultado das eleições de agosto e uma nova eleição em outubro deu vitória ao grupo liberal como vereadores, dessa vez foram os conservadores que não aceitaram a vitória dos liberais. As violências políticas continuaram em Milagres até 1848, quando finalmente uma câmara de vereadores sob as garantias legais do governo do Ceará foi nomeada para a Vila de Milagres.
Na década de 1850, Milagres ganhará um prédio de câmara de cadeia, um delegado e um juiz. Será nomeado um professor público para Milagres e estabelecida uma coletoria para a vila. A Vila de Nossa Senhora dos Milagres era muito rica e essa riqueza era produzida pelos trabalhadores negros livres ou escravizados que trabalhavam como vaqueiros no trato com o gado, como lavradores nas plantações de cana-de-açúcar e algodão. Além disso, esses trabalhadores negros exerciam outras funções como trabalhos domésticos, guasqueiros, tanoeiros, curtidores, mestres-de-açúcar, trabalhadores dos engenhos.
A Vila de Milagres tinha um comércio intenso e sua feira era um importante lugar para trocas comerciais e de produtos. Na década de 1870 a cidade tinha em torno de oito mil habitantes, desses cerca de seis mil eram pessoas negras. Havia também em Milagres uma importante população indígena, esses indígenas foram atacados em sua aldeia da Cachorra Morta em 1867 e muitos acabaram sendo assassinados.
A maior parte da população de Milagres vivia na área rural da vila em pequenas propriedades ou como moradores de favor nas fazendas dos latifundiários locais. Em 1878, houve a elevação de Milagres a categoria de município, nessa época o poder político local era disputado pelas ricas famílias locais que se agrupavam ou no Partido Conservador sob a liderança do delegado Jesus da Conceição Cunha ou Partido Liberal liderado pelo juiz Joaquim do Couto Cartaxo.

Essas disputas políticas locais impediram que Milagres aderisse em 25 de março de 1884 as emancipações coletivas dos escravizados cearenses, a libertação dos escravos em Milagres só aconteceria em 1886, fazendo dessa cidade a última do Ceará a acabar com a escravidão.